# ديفيد دونبار
ديفيد دونبار (بالإنجليزية: David Dunbar)‏ هو ممثل أسترالي، ولد في 14 سبتمبر 1886 في مايتلاند في أستراليا، وتوفي في 7 نوفمبر 1953 في لوس أنجلوس في الولايات المتحدة.

## وصلات خارجية
- ديفيد دونبار على موقع IMDb (الإنجليزية)
- ديفيد دونبار على موقع قاعدة بيانات الفيلم (الإنجليزية)